# Požega (Chorwacja)
Požega (w latach 1929–1992 Slavonska Požega) – miasto w Chorwacji, stolica żupanii pożedzko-slawońskiej, siedziba miasta Požega. W 2011 roku liczyła 19 506 mieszkańców.
Požega leży w południowo-zachodniej części Kotliny Pożeskiej.